# Мозес, Гиллан
Гиллан Мозес (англ. Gillan Moses, род. 8 июля 1996) — сентлюсийский шоссейный велогонщик.

## Карьера
В 2014 году принял участи в чемпионате Панамерики в категории U23.
В 2015 году стал третьим на чемпионате Сент-Люсии в групповой гонке.
Принимал участие в рядке местных гонках.

## Достижения
2015
3-й на Чемпионат Сент-Люсии — групповая гонка